# Гаммерштедт Юрій Олександрович
Юрій Олександрович Гаммерштедт (* 14 червня 1919, Київ) — український велосипедист радянських часів, учасник Другої світової війни, майстер спорту, заслужений тренер України, заслужений працівник фізичної культури. Нагороджений двома орденами Великої Вітчизняної війни — І та ІІ ступенів, орденом Червоної Зірки.

## Життєпис
Проживав з батьками на Хрещатику. Захоплювався легкою атлетикою та плаванням, у 1934 році закінчив спортшколу з ковзанярського спорту. Проте найбільшим захопленням став велосипед.
1938 року виграв на треку чемпіонат України. Після цього вступив до школи тренерів Державного інституту фізичної культури у Харкові — закінчив у 1940 році. Того ж року став абсолютним чемпіоном УРСР у спринтерській гонці на треку, до початку нацистсько-радянської війни шість разів завойовував цей титул.
Восени 1940-го призваний на строкову службу, проходив її в навчальному піхотному полку в Харкові, крім занять у польових умовах, спортсмени тричі на тиждень в окружному спортклубі тренувалися.
У травні 1941 року армійська велокоманда перемогла на міських змаганнях та здобула право взяти участь у чемпіонаті Збройних Сил СРСР.
Нацистсько-радянську війну зустрів у військовому таборі під Києвом, 25 червня 1941 року їхній взвод відправили до Харкова для навчання у військовому училищі. З піхотинця перекваліфікувався на механіка-водія танка. Воював за кермом КВ, ІС і Т-34. За час війни довелося змінити шість бойових машин; воював у складі 46-ї танкової бригади (потім перейменована в 7-му гвардійську), пройшов дороги війни від Ленінграда та Заполяр'я до Берліна, брав участь у його штурмі.
1946 року демобілізувався, повернувся до Києва. Майже одразу виграв відкриття сезону.
У 1947 році стає тренером київського клубу «Динамо» з вело- та ковзанярського спорту. На першому повоєнному чемпіонаті УРСР у 1948 році з шосейних гонок завоював «золото» на дистанції 200 кілометрів.
1948 року на Всесоюзній спартакіаді товариства «Динамо» стає призером на 100-кілометрівці.
Після цього постійно перебував у штаті збірних України та СРСР.
Серед його нагород — «золота» медаль чемпіонатів СРСР та ще три інших ґатунків, три жетони найвищої проби динамівських спартакіад.
19-разовий чемпіон УРСР: 12 на треку та 7 на шосе.
1954 року закінчив спортивну кар'єру, майже одразу став тренером збірної УРСР з велошосе.
У 1964 році працював у складі групи спеціалістів по підготовці до Олімпійських ігор.
Був тренером студентської збірної СРСР у 1974 році, збірна на чемпіонаті Європи виграла золоті медалі в груповій та командній гонках.
Як тренер підготував трьох майстрів міжнародного класу, 31 майстра спорту, до трьох десятків чемпіонів і призерів СРСР та України.
Серед його учнів — чемпіони Союзу та Спартакіад народів СРСР Борис Букреєв, Олександр Захаров, Костянтин Коцинський, Олександр Ніколенко, Леонід Колумбет, Микола Колумбет, Анатолій Старков, Володимир Федоров. Його вихованцями є й Олександр Артем'єв — директор департаменту фізичного виховання і неолімпійських видів спорту Мінсім'їмолодьспорту України, Василь Похиль — колишній начальник відділу, Анатолій Усенко — голова Центральної ради ФСТ «Колос», Віталій Подейко — колишній завідувач кафедри велоспорту столичного інституту фізкультури.
Працював викладачем, старшим викладачем, доцентом кафедри велоспорту Національного університету фізичного виховання та спорту, є автором понад 300 наукових праць.
З 1948 року йде по життю із дружиною, Ольгою Яківною. Вона була відомою баскетболісткою київського «Динамо», згодом засновником і керівником Музею спортивної слави.
Гаммерштадт у 93 роки продовжує брати активну участь у фізкультурно-спортивному житті України.